# 日本桤木
日本桤木（学名：Alnus japonica）是桦木科桤木属的植物。分布于日本、远东地区、朝鲜以及中国大陆的山东、河北、辽宁、吉林等地，生长于海拔500米的地区，常生长在山坡林中、河边或路旁，目前尚未由人工引种栽培。

## 别名
赤杨（中国树木分类学、水柯子（台湾）

## 异名
- Alnus japonica (Thunb.) Steud. var. villosa L. Zhao et D. Chen